# فالکون میسا (تگراس)
فالکون میسا (به انگلیسی: Falcon Mesa) یک منطقهٔ مسکونی در ایالات متحده آمریکا است که در شهرستان زاپاتا، تگزاس واقع شده‌است. فالکون میسا ۴۰۵ نفر جمعیت دارد و ۱۱۲ متر بالاتر از سطح دریا واقع شده‌است.